# Deusto (métro de Bilbao)
Deusto est une station de la section commune à la ligne 1 et la ligne 2 du métro de Bilbao. Elle est située quartier Deusto, sur le territoire du premier district de Bilbao, dans la province de Biscaye, communauté autonome du Pays Basque, en Espagne.

## Situation sur le réseau
Établie en souterrain, la station Deusto est une station de la section commune à la ligne 1 et la ligne 2. Elle est située entre : la station Sarriko , en direction des terminus ouest et nord-ouest Plentzia (L1) et Kabiezes (L2), et la station San Mamés, en direction des terminus sud-est Etxebarri (L1) et Basauri (L2).

Plan du métro de Bilbao.

## Services aux voyageurs

### Desserte
Deusto est desservie par des rames des lignes 1 et 2 du métro.